# Farce of the Penguins
Farce of the Penguins é uma paródia americana lançada diretamente em vídeo de 2007, dirigida por Bob Saget.
É uma paródia do documentário francês sobre a natureza March of the Penguins (2005), dirigido e co escrito por Luc Jacquet. O filme apresenta Samuel L. Jackson como narrador, com os dois personagens principais dublados por Bob Saget e Lewis Black. Além de Saget, cinco das ex-estrelas de Full House também emprestaram suas vozes ao filme. 
Vozes adicionais foram fornecidas por Tracy Morgan, Christina Applegate, James Belushi, Whoopi Goldberg, Dane Cook, Abe Vigoda, Mo'Nique, entre outros.

## Vozes
- Samuel L. Jackson - Narrador
- Bob Saget - Carl
- Christina Applegate - Melissa
- Jamie Kennedy - Jamie
- David Koechner - Melvin
- Harvey Fierstein - Sheila
- Lewis Black - Jimmy
- Whoopi Goldberg - Helen
- Mo'Nique - Vicky
- Tracy Morgan - Marcus
- Mario Cantone - Sidney
- Carlos Mencia - Juan Sanchez
- Lori Loughlin
- Dane Cook
- Jason Alexander
- Jason Biggs
- Norm Crosby
- Norm Macdonald
- Jonathan Katz - Steve, a coruja
- Brie Larson
- James Belushi
- Dave Coulier
- John Stamos
- Jodie Sweetin
- Jon Lovitz
- Gilbert Gottfried - o pinguim que grita “I’m freezing my nuts off!”
- Damon Wayans
- Abe Vigoda
- Alyson Hannigan
- Jonathan Silverman
- Scott Weinger